# Fântânele (Suceava)
Fântânele è un comune della Romania di 4 915 abitanti, ubicato nel distretto di Suceava, nella regione storica della Moldavia.
Il comune è formato dall'unione di 5 villaggi: Bănești, Cotu Dobei, Fântânele, Slobozia Sucevei, Stamate.